# キンジロー・マツダイラ
キンジロー・マツダイラ（松平欽次郎、英語: Kinjiro Matsudaira、1885年9月13日 - 1963年10月1日）は、アメリカ合衆国の政治家・発明家。元メリーランド州エドモンストン市長。

## 経歴・人物
ペンシルベニア州出身。父の松平忠厚は藤井松平家の出で、信州上田藩第6代藩主たる松平忠固の次男であり、アメリカ合衆国で鉄道技師として生涯を送った。忠厚と2番目の妻であるアメリカ人女性との間に二男として誕生し、忠厚の幼名と同じ欽次郎と名付けられた。徳川家康及び伊達政宗の9世孫にあたる。
1912年に温度式火災検知器を発明し、アメリカ合衆国特許を申請し、アメリカ合衆国特許商標庁の承認が1914年9月29日に行われた。
1927年、キンジローはエドモンストン市長選挙で当選し、アジア系アメリカ人として初めての首長となった。1943年にも市長に再選され、エドモンストンの町を苦しめていた洪水対策の対応に当たった。
1963年に逝去し（78歳没）、メリーランド州ブレントウッドの墓地にて永眠している。

## 系譜
- 父：松平忠厚（1851年 - 1888年）
- 母：カリー・M・サンプソン（1860年 - 不明）- ウィリアム・C・サンプソンまたはアーチボルト・サンプソンの娘
- 妻：エレン・スクリヴン・チゾム（1890年3月29日 - 1978年1月）
  - 長女：エレン・クリスティン・マツダイラ（1910年3月6日 - 1990年）- フランクリン・A・カーの妻、娘にマージョリー・エレン・カー・トロット
  - 次女：ハル・キャロライン・マツダイラ（松平春、1911年9月4日 - 2002年7月13日）- マルコム・オーガストゥス・デントの妻、息子1人あり。
  - 長男：ロバート・フォード・マツダイラ（1915年3月26日 - 1979年7月10日）
    - 長男の妻：オルガ・マリオン・バン・タッセル（1912年10月28日 - 2011年1月6日）- ホーレス・エルモア・バン・タッセルの娘。
      - 長男の娘：不明（1930年 -）
      - 長男の息子：ロバート・フォード・マツダイラJr.（1937年12月4日 - 2011年8月26日）-長男（1960-）、次男（マーク・キンジロー）、三男（1960年代-）、長女（1960年代）あり。長男には1990年生の息子が二人いる。
        - マーク・キンジロー・マツダイラ（1963年1月18日 - 2001年11月22日）